# Shekou (sockenhuvudort i Kina, Hubei Sheng, lat 30,71, long 114,35)
Shekou är en sockenhuvudort i Kina. Den ligger i provinsen Hubei, i den centrala delen av landet, omkring 16 kilometer nordost om provinshuvudstaden Wuhan. Antalet invånare är 42 985. Befolkningen består av 19 108 kvinnor och 23 877 män. Barn under 15 år utgör 12,0 %, vuxna 15-64 år 81 %, och äldre över 65 år 6,0 %.
Runt Shekou är det mycket tätbefolkat, med 1 095 invånare per kvadratkilometer. Närmaste större samhälle är Wuhan, 16,5 km sydväst om Shekou. Runt Shekou är det i huvudsak tätbebyggt.
Genomsnittlig årsnederbörd är 1 631 millimeter. Den regnigaste månaden är juli, med i genomsnitt 255 mm nederbörd, och den torraste är december, med 20 mm nederbörd.